# Flaggen und Wappen in Liechtenstein
Die Liste der Wappen in Liechtenstein zeigt die Wappen der Gemeinden im Fürstentum Liechtenstein. In dieser Liste sind die Wappen jeweils mit einem Link auf den Artikel über die Gemeinde angezeigt.

## Wappen Liechtensteins

Grosses Wappen Liechtensteins

Das grosse Staatswappen Liechtensteins ist geviert mit unten eingepfropfter Spitze und belegt mit von Gold und Rot geteiltem Herzschild:
in Gold ein mit kreuzbesetztem silbernen Kleeblattmond belegter gekrönter schwarzer Adler;
von Gold und Schwarz achtmal gestreift, mit grünem Rautenkranz belegt;
von Rot und Silber gespalten;
in Gold ein gekrönter, gold-bewehrter schwarzer Jungfernadler mit silbernem Kopf;
in der blauen Spitze ein goldenes Jagdhorn an gleichfarbiger Schnur.
Den Schild umgibt ein mit dem Fürstenhute gekrönter Fürstenmantel (Wappenmantel), von Purpur und innen mit Hermelin gefüttert.
Das kleine Staatswappen Liechtensteins ist der von Gold und Rot geteilte Herzschild des grossen Staatswappens unter dem Fürstenhut.

## Wappen der Gemeinden Liechtensteins
| Lage | Wappen | Flagge | Gemeinde     | Wappenbeschreibung | verliehen am      |
| ---- | ------ | ------ | ------------ | --- | ----------------- |
|      |        |        | Balzers      | Im blauen Feld aufrecht einen goldenen Greif, mit roter Zunge und rot bewehrt. | 16. August 1956   |
|      |        |        | Eschen       | Die silberne Taube mit dem blutigen Holzspan im Schnabel oben im blauen Schild und unten das silberne Wellenband der Esche.                                                                                | 16. April 1942    |
|      |        |        | Gamprin      | Blauer Schild schräglinks [sic; korrekt: schrägrechts] geteilt durch das Wellenband des Rheins, beseitet von zwei silbernen Rosen mit goldenen Butzen und goldenen Kelchblättern.                          | 30. April 1958    |
|      |        |        | Mauren       | Ein Schild schräglinks geteilt von Schwarz und Gold, in Schwarz goldener Schlüssel gekreuzt mit goldenem Schwert.                                                                                          | 8. Februar 1958   |
|      |        |        | Planken      | Von Weiss und Grün schräglinks geteilt, im weissen Feld ein sechseckiger, goldener Stern. | 7. März 1943      |
|      |        |        | Ruggell      | Ein Schild mit rotem Grund, im Schildfuss blaues silberbordiertes Flussband, darüber eine aufrechte goldene Ähre mit zwei Blättern.                                                                        | 16. August 1956   |
|      |        |        | Schaan       | Blau-rot, durch silbernen Pfahl getrennt. Im blauen Feld eine goldene Ähre, im roten waagrecht ein silberner Fluss.                                                                                        | 26. November 1948 |
|      |        |        | Schellenberg | Einen in Schwarz, Gold, Schwarz, Gold quergeteilten Schild, das untere Feld mit drei Zinnen bewehrt. | 28. März 1940     |
|      |        |        | Triesen      | Auf blauem Grund mit drei übereinanderliegenden silbernen Sensen. | 23. Juni 1956     |
|      |        |        | Triesenberg  | Ein Schild mit blauem Grund, im Schildfuss goldener Dreiberg, darüber freischwebend eine goldene Glocke.                                                                                                   | 20. Mai 1955      |
|      |        |        | Vaduz        | Ein gevierter Schild, der im ersten und vierten Feld auf silbernem Grund einen roten Fürstenhut zeigt und im zweiten und dritten Feld auf rotem Grund eine silberne Kirchenfahne an drei silbernen Ringen. | 26. Juli 1978     |

## Fussnoten
1. ↑  Gesetz vom 30. Juni 1982 über Wappen, Farben, Siegel und Embleme des Fürstentums Liechtenstein (Wappengesetz), LGBl. 58/1982, Art. 1, aktuelle Fassung, LILEX.
2. 1 2 3 4 5 6 7 8 9 10  Walter Kranz: Fürstentum Liechtenstein - eine Dokumentation. Presse- und Informationsamt des Fürstentums Liechtenstein, Vaduz 1982.
3. 1 2 3 4 5 6 7 8 9 10  Wappen, Farben, Siegel und Embleme des Fürstentums Liechtenstein. Regierung des Fürstentums Liechtenstein, Vaduz 1985.
4. ↑  Wappenbeschreibung. Gemeinde Balzers, abgerufen am 23. November 2024.
5. ↑  Unser Gemeindewappen. Gemeinde Eschen-Nendeln, abgerufen am 23. November 2024.
6. ↑  Gemeindewappen Schaan. (PDF; 28 Kb) Gemeinde Schaan, 23. Mai 2005, abgerufen am 31. Mai 2017.
7. ↑  Reglement. Verwendung und Benutzung des Wappens, der Flagge und des Logos der Gemeinde Triesen. Auf der Website der Gemeinde Triesen, 9. September 2015